# معضل (فیلم ۱۹۱۴)
معضل (انگلیسی: The Dilemma) فیلمی به کارگردانی جورج مورگان است که در سال ۱۹۱۴ منتشر شد. از بازیگران آن می‌توان به ویلیام راسل اشاره کرد.